# 樋口杏斎
樋口 杏斎（ひぐち きょうさい、天保13年6月7日（1842年7月14日） - 1917年（大正6年）11月11日）は幕末、明治時代の徳島県の教育者。名は健三。元治元年（1864年）、櫛淵村（小松島市櫛渕町）の自宅に寺子屋敬義斎を開き、1874年（明治7年）に櫛渕小学校（現小松島市立櫛渕小学校）に改組、1906年（明治39年）に退職するまで長く初等教育に携わった。日本史学者・喜田貞吉の恩師。

## 生涯

### 維新前
天保13年（1842年）6月7日、阿波国那賀郡櫛淵村に医者・樋口才庵の長男として生まれた。
嘉永元年（1848年）1月から父・才庵より習字、素読を習い、安政4年（1857年）1月から名東郡富田浦の櫛淵駒蔵、安政6年（1859年）4月から富田幟町の湯浅道輔に漢学を学び、岡本斯文に経史学を学んだ。文久3年（1863年）に帰郷し、父や寺島町の寺沢道庵に漢方医学を学んだ。
元治元年（1864年）1月、自宅に寺子屋「敬義斎」を開き、村民に読み書き算盤を教えた。1873年（明治6年）6月より寺島町の阿部有清に代数学、幾何学を学び、アイザック・トドハンターの代数書を取り寄せて研究した。

### 櫛渕小学校時代
1874年（明治7年）4月20日、敬義斎の塾舎を利用して名東県櫛淵小学校が開設され、授業を担当した。当初は6年12学級の生徒50～60人を一人で教えたが、生徒が増加すると1882年（明治15年）に旧神宮寺本堂に移り、他の教員も加わった。
1881年（明治14年）1月6日、父・才庵が死去すると、代々の家業を絶ちたくないとの思いから、副業として医業を継いだ。
1875年（明治8年）5月5日、名東県により2等授業生となり、1877年（明治10年）2月16日に3等授業生、 1878年（明治11年）5月1日に2等授業生、1880年（明治13年）5月14日に5等助訓、11月29日に小学准訓導、1882年（明治15年）2月1日に5等訓導、1883年（明治16年）11月13日に4等訓導。
1885年（明治18年）8月4日、期限満了により教員補助となったため、1887年（明治20年）2月10日、小学簡易科教員の資格を取得して19日に授業生に戻り、1892年（明治25年）6月30日に小学校訓導、1893年（明治26年）3月6日に徳島県内尋常小学校本科正教員となった。
1901年（明治34年）4月2日、正式に櫛淵尋常小学校長に就任した。

### 退職後
1893年（明治26年）に正教員となってから1906年（明治39年）に65歳でようやく恩給年限に達した際、高齢のため村長に退職を勧められ、3月30日に依願退職した。退職後、村民により敬義会が組織され、毎月小学校で講話を行い、また農業改良や副業について研究が行われた。
1917年（大正6年）秋、病床に就き、11月11日死去した。
敬義会はその後も活動を続け、1960年代に組織としては消滅したが、1967年（昭和42年）当時の会長が櫛渕公民館館長に就任し、活動は公民館に受け継がれている。

## 樋口家
曽祖父・斎庵が古毛村から櫛淵村に移住し、祖父・文益、父・才庵と代々医業を営んだ。弟・庸節は勝浦郡芝生村吉田家を継いだ。
慶応年間、勝浦郡飯谷村の多田邦太郎の妹・サダと結婚し、1867年（慶応3年）にジツ、1874年（明治7年）4月7日に啓三、1879年（明治12年）1月19日に才二を儲けた。
1882年（明治15年）8月2日、妻サダが35歳で死去し、1883年（明治16年）4月9日に長女ジツも夭逝したため、1883年（明治16年）3月27日那賀郡坂野村の広沢岩吉の三女・シゲと再婚した。シゲは弟・庸節の妻の妹で、若年で病により髪が抜け、婚期を逃していたため、庸節夫妻により結婚が取り持たれた。1885年（明治18年）1月29日に生まれたヒデコは、1902年（明治35年）に坂野村の伊丹重美に嫁ぎ千葉県に赴任したが、1903年（明治36年）冬、妊娠により帰郷中、12月12日出産の事故により死去した。
嫡男・啓三は1893年（明治26年）6月17日、立江村の坂東広の長女ヒサミと結婚し、1897年（明治30年）1月13日に長女・堯子（たかこ）を儲けた。1896年（明治29年）12月、志願して歩兵第12連隊に入隊し、除隊後正八位歩兵少尉。1904年（明治37年）、日露戦争に後備歩兵第43連隊として出征し、遼陽会戦で負傷、10月12日の沙河会戦中三塊石山で戦死した。従七位勲六等功五級陸軍歩兵中尉。
1914年（大正3年）4月27日、勝浦郡生比奈村の山川善蔵の次男・耕一を孫・堯子の婿に迎えた。耕一は杏斎の希望通り医業を学び、1916年（大正5年）に愛知県医学専門学校を卒業し、徳島市住吉町馬場南43番地に開業し、1917年（大正6年）11月24日、杏斎から家督を相続した。